# Medieval: Total War
Medieval: Total War är ett datorspel som är utvecklat av Creative Assembly och utgivet av Activision 2002. Spelet är turordningsbaserat men innehåller också fältslag i realtidsstrategi. Det är den andra delen i Total War-serien. 

## Gameplay
Spelet utspelar sig i Europa under medeltiden mellan åren 1087 och 1453. Det går ut på att skapa ett vidsträckande imperium inom Europa, Nordafrika och Mellanöstern. Det finns 21 spelbara fraktioner till förfogande, till exempel England, Frankrike, Tysk-romerska riket, Egypten och Italien.

### Kampanjkartan
Spelet består av två skilda delar. På den stora strategikartan administrerar man sitt rike och gör de strategiska besluten, till exempel vilka riken som man bör alliera sig med, var man bör skicka sina spioner, lönnmördare, präster med mer och viktigast av allt - var man bör skicka sina arméer. Kartan är indelad i ett antal provinser, var och en med en provinshuvudstad som fungerar som nyckel till provinsen. Man erövrar en provins genom att ta den i strid eller genom diplomati/mutor. Därefter belägras provinshuvudstaden, och först när den fallit får man att ha full kontroll över provinsen. 
Denna del av spelet är turordningsbaserat, vilket innebär att spelaren gör sina strategiska beslut för att sedan invänta AIfraktionernas reaktioner och beslut. Arméerna och agenterna (diplomater, spioner med mer) förflyttas som spelpjäser mellan provinserna, en provins per gång.

### Slag
När man beordrar en armé att anfalla en fientlig provins så leder detta, såvida fienden inte beordrar reträtt, till spelets andra del - stridsdelen.
I stridsdelen möts de två arméerna i fältslag. Varje armé består av ett antal enheter, vilka i princip motsvarar kompanier till storleken, som innehåller upp till ca 150 soldater i varje, beroende på vad man har ställt in för storlek. Enheterna är spelets minsta taktiska enheter, man kan även gruppera flera enheter till större armégrupper.
För att segra krävs, om man inte har ett stort övertag redan från början, ett visst mått av taktiskt kunnande. Elementära saker man bör veta är till exempel att undvika att anfalla spjutbeväpnade män framifrån med kavalleri, se till att omringa och flankera fiendeformationen med mer. Med ännu mer avancerade manövrar kan man vinna stora segrar och själv lida mindre förluster, ett exempel kan till exempel vara att placera soldater (främst kavalleri) i skogar där fienden inte kan se dem för att sedan falla över dem från sidan eller bakifrån medan man kommer framifrån med infanteri.

## Utmärkelser
Medieval: Total War har bland annat mottagit följande pris:
- Guldpixeln 2002 för årets strategispel.